# Comunidade Nin-Jitsu
Comunidade Nin-Jitsu é uma banda brasileira, formada em Porto Alegre, e que mistura rock, rap, funk carioca e reggae. Entre seus maiores singles estão "Casa do Sol", "Ejaculação Precoce" e "Detetive".
A banda apareceu para a mídia no final dos anos 90, apadrinhada pelas bandas grandes que já faziam sucesso na época como Raimundos e Charlie Brown Jr., a banda fazia participações em vários shows dessas bandas, com isso já era conhecida antes de lançar o primeiro CD. O primeiro disco foi lançado em 1998, chamado Broncas Legais, a música que fez muito sucesso foi "Detetive", foi a música que abriu a portas pra banda. Em 2000, lançaram o primeiro álbum ao vivo, atualmente uma raridade, dificilmente achado. Nessa época, a banda assina com a Sony Music, e lança seu terceiro disco Maicou Douglas Syndrome, talvez o disco mais conhecido da banda, com os maiores sucessos da banda,como "Ah Eu Tô sem erva", "Cowboy" e "Não Aguento Mais".
Em 2002, a banda ganha um VMB de melhor website, e logo em 2003, lança seu quarto álbum, Aproveite Agora!, com um pouco menos de mídia em cima, é um disco que a banda toca poucas música hoje em dia, mas não deixe de ter uma qualidade muito
boa, o disco traz um lado mais rock, tirado todas as batidas eletrônicas' que já tinham na banda. Em 2006 a banda perde um dos integrantes originais, o baterista Pancho da Cara sai da banda. Em 2007, a banda lança em seu quinto disco, um disco todo funk, Comunidade no Baile, pegando todas as músicas de sucesso da banda e fazer outras versões, fazendo o disco um repleto baile funk, a banda também traz no disco uma canção nova, "Martini", que fez grande sucesso.
A banda a partir daí pensa em lançar um novo disco de inéditas. O sexto disco da banda é lançado em outubro de 2008, chamado Atividade na Laje, o disco traz de volta a essência da banda, o rock e o funk interligados, "Chuva nas Calcinhas" uma das mais tocadas das rádios, depois de um tempo da Comunidade sem aparecer nas rádios. Em 2013, a banda lança seu primeiro DVD, com praticamente todos os sucessos da banda.

## História

### Começo
Em 1994, Fredi, Nando e Pancho começaram a tocar, e Diogo, que viria adotar o nome artístico de Mano Changes, por sugestão de Nando e Fredi, de um disco intitulado Plipper Hits de uma música chamada "Change" do cantor Barry White, onde ele acabou virando fã. Nem cogitava entrar na banda mas ia em todos os shows. Em janeiro de 1995 "Detetive", uma música que fizeram por uma zoação ao pai de um dos integrantes onde esse dizia ser detetive na sua infância, ganhou forma e em julho abrindo para a banda paranaense, um show de estreia no bar underground Garagem Hermética em Porto Alegre. Os panfletos para a divulgação do primeiro show foram desenhados e recortados pela própria banda. Estava formada a Comunidade Nin-Jitsu, uma Comunidade de Ninjas, o nome representa a amizade e união para os integrantes da banda. Que é a pioneira na mistura de rock com funk carioca. Com suas músicas irreverentes, divertidas e enérgicas não foi difícil conquistar uma legião de fãs.
O grupo recebeu um novo integrante em 1996, o tecladista Sid Poffo, e em 1997 gravou sua primeira canção em CD-demo: "Detetive". A música logo fez sucesso e a banda teve a ideia de gravar um clipe, o qual foi escolhido o "Melhor Democlip" no Video Music Brasil 1997.

### 1998 - 2000:Broncas Legais
No fim de 1998, após uma turnê pelo subúrbio do Rio de Janeiro, no final do ano, a Comunidade lançou seu primeiro CD, Broncas Legais, com produção de Edu K (vocalista do grupo DeFalla, pela RockIt! (gravadora do músico Dado Villa-Lobos), que vendeu cerca de 50 mil cópias. As letras bem-humoradas, aliadas à mistura do funk carioca com o rock, transformaram em hits diversas músicas do CD, como "Melô do Analfabeto", "Rap do Trago", "Merda de Bar", "Quero te Levar", além de "Detetive". Além disso, no primeiro CD já estava presente uma das características mais marcantes da Comunidade Nin-Jitsu, que é a utilização da base de sucessos do pop rock internacional como em suas músicas, como por exemplo, "Boys Don't Cry" (do The Cure) e "Der Kommissar" (do Falco, usada como base da música "Rap do Trago").

### 2000 - 2003: Álbum ao vivo eMaicou Douglas Syndrome
Em 2000, a banda lança um disco ao vivo em parceria com o selo Rock It! que seria considerado não-oficial mas acabou entrando de vez na discografia da banda devido ao grande sucesso. Comunidade Nin-Jitsu ao vivo, é hoje raridade e permanece sendo procurado pelos fãs da banda em todo o Brasil. No meio do caminho para lançar o disco, surgiu o convite da Sony Music para que a Comunidade Nin Jitsu se tornasse artista do seu cast. Uma vez lá, eles puderam chamar o conceituado produtor Dudu Marote (Skank, Pato Fu) para cuidar do disco.
| “ | "Ele tem a fama de ser o mago do pop, mas na verdade o que ele nos propiciou foi uma boa técnica de estúdio". | ” |

O segundo disco oficial, Maicou Douglas Syndrome veio em 2001. Produzido por Dudu Marote e lançado nacionalmente pela Sony Music, o CD apresentou músicas como "Cowboy", "Arrastão do Amor", "Patife", "Fazê a Cabeça" e o clássico "Ah! Eu Tô sem Erva", que virou grito de guerra nos shows. Foi durante este ano que a banda consolidou sua posição no mercado do sul do país e começou a destacar-se no cenário nacional. Foi a única banda gaúcha a tocar no Free Jazz Project, no Rio de Janeiro, além de shows em São Paulo, Santa Catarina e Paraná.
No ano de 2002 a banda deu continuidade a Maicou Douglas Tour, realizando diversos shows, sendo destaque no festival Porão do Rock, em Brasília. Nesse evento tocou para mais de 80 mil pessoas, arrancando elogios da crítica e do público presente.[carece de fontes?] Em agosto, a banda faturou seu segundo prêmio no VMB, vencendo a categoria melhor website de banda. No fim do ano a banda abriu o show da banda americana Red Hot Chili Peppers em Porto Alegre.

### Aproveite Agora
Aproveite Agora foi lançado em 2003 e produzido por Rafael Ramos. Lançado pela Orbeat Music, nesse trabalho a Comunidade Nin-Jitsu conseguiu passar toda a energia do show ao vivo (considerado seu melhor cartão de visitas) e teve o conteúdo das letras altamente influenciado pelas histórias de estrada e situações vividas pela banda.  Deixando um pouco de lado as batidas eletrônicas, dando mais espaço para as influências de rock florescerem, o álbum trouxe hits como "Aperitivado", "Carburou", "Fubanga" e "Me Faz Bem". O álbum contém 12 músicas:

### Comunidade no Bailee mudanças na banda
O ano de 2005 começou com o tema "Casa do Sol", que tocou nas rádios, e terminou com o lançamento do quarto disco, intitulado Comunidade no Baile. Esse trabalho reúne hits do quarteto readaptados para a linguagem funkeira mais roots. Em quartos de hotéis e estúdios caseiros, o grupo regravou 12 faixas extraídas dos discos anteriores, acentuando o lado dançante de cada composição nas mixagens. Mas, além dessa revisão no repertório, entraram também inéditas. Uma delas é "Martini", que foi a primeira canção desse disco a tocar nas rádios e teve a participação da bateria da escola de samba Estado Maior da Restinga, vencedora do Carnaval porto-alegrense 2005.
A formação inicial da banda tinha Mano Changes (vocais), Fredi Endres (guitarra), Nando Endres (baixo) e Pancho da Cara (bateria). A banda chegou a contar com Sid Poffo (teclados), que deixou o grupo logo após o lançamento de seu segundo álbum. Em 2006, Pancho deixou as baquetas da banda pra se dedicar a outros trabalhos e foi substituído por Claudio Calcanhotto, que já participou de trabalhos com diversos artistas e bandas, inclusive ao lado de sua irmã, Adriana Calcanhotto.
A banda tocou em festivais como o Planeta Atlântida, em Santa Catarina e no Rio Grande do Sul, fechando a primeira noite em ambas as edições. O grande sucesso se confirmou no dia seguinte em uma enquete , realizada no site do evento, que perguntava quais haviam sido os melhores shows do festival. Resultado: Comunidade Nin-Jitsu em primeiro lugar, em Santa Catarina, e segundo lugar no Rio Grande do Sul, na opinião do público. No mesmo ano, a banda também brilhou em outros grandes eventos musicais, como a festa de 9 anos da Pop Rock FM, de Porto Alegre, e na segunda edição do Cidade Elétrica, evento da Cidade FM, ao lado de nomes de destaque do cenário musical brasileiro. Ainda em 2006, a banda lançou um single inédito: "Sacanagem", já com Calcanhotto na bateria, que foi hit nas rádios e preparava o terreno para a volta da Comunidade ao estúdio. Mesmo com toda essa agitação na vida da 'Comunidade, a banda seguiu com uma agenda intensa de shows, ao mesmo tempo em que trabalhava as novas composições, preparando o lançamento do novo álbum.

### Atividade na Lajee turnê na Europa
Em 2008, a banda lançou o álbum Atividade na Laje, que teve três sucessos nas rádios. Além disso, a banda assinou o tema de inverno da Rádio Atlântida, levando a banda ao topo das paradas com duas músicas: o próprio tema de inverno e a irreverente "Chuva nas Calcinha", que virou hino no programa Pretinho Básico. "Sem Vacilar", que também figurou nas mais pedidas por algumas semanas, é a primeira música de trabalho do novo CD e foi eleita como um dos melhores lançamentos pela redação da revista Rolling Stone Brasil. O novo trabalho também foi destaque de capa do Myspace, onde a página da banda está entre as mais acessadas do país. Após 5 anos longe dos palcos de São Paulo, a Comunidade Nin-Jitsu voltou a capital e realizou um show de lançamento do novo álbum, juntamente com uma agenda de divulgações em diversos veículos, como na MTV, Showlivre, Bírgula, Oi TV e All TV, entre outras.
Já em 2009, a banda realizou sua primeira turnê na Europa, onde realizaram diversos shows: em Porto, Portugal, se apresentaram na Fnac Mar Shopping e também no Festival Mestiço, representando a música brasileira ao lado de Naná Vasconcelos, Orquestra Imperial e Natiruts. Em Albufeira, Portugal, tocaram na Fnac Algarve Shopping. Na cidade de Cascais, tocaram na Fnac Cascais Shoppin]. Ainda em Portugal, participaram do Festival Ollin Kan, na cidade de Vila do Conde, dividindo o palco com artistas de mais 12 países, num dos maiores festivais alternativos itinerantes do mundo, que também se realiza em Mali, Colômbia, Portugal e México. Em Santa Póla, Espanha, fizeram show na Sala Karisma.
Recentemente a Comunidade Nin-Jitsu lançou o videoclipe da canção "Mais Pressão", que faz parte do álbum Atividade Na Laje; o clipe que foi gravado no Centro de Porto Alegre, e foi dirigido por Cristiano Trein e tem várias participações especiais: Carol Teixeira, Schutz & Machuca (Beco 203), Lucky, Cida Pimentel, Gabriela Etchart, Lourdes Kauffmann,Pedro Henrique (Obama) e Leandro "Lelê" Bortholacci, empresário da banda e proprietário do selo Olelê Music.
No fim do ano a banda novamente tocou no litoral gaúcho, fazendo o show principal do réveillon na beira-mar de Tramandaí, para um público estimado em mais de 150 mil pessoas. Já em 2010, ano da Copa do Mundo da África do Sul, a banda lançou o "Funk da Vuvuzela", obtendo grande destaque na mídia.[carece de fontes?]

### Novo DVD
Em 24 de novembro de 2011, a banda gravou o primeiro DVD da carreira no Opinião, Porto Alegre, que contou com as participações especiais de BNegão (Planet Hemp), Chorão (Charlie Brown Jr.), Lucas Silveira (Fresno), Xis, Léo Henkin e Serginho Moah (Papas da Língua).
Em janeiro de 2015, fizeram show de abertura para o Foo Fighters em Porto Alegre.

## Integrantes

### Atuais
- Mano Changes - vocais (1995 - presente)
- Fredi Endres - guitarra (1995 - presente)
- Nando Endres - baixo (1995 - presente)
- Pancho da Cara - bateria (1995 - 2006; 2019 - presente)

### Anteriores
- Sid Poffo - teclado (1996 - 2002)
- Claudio Calcanhotto - bateria (2006 - 2009)
- Cristiano "Gibão" Bertolucci - bateria (2009 - 2019)

## Discografia

### Álbuns de estúdio
- (1998) Broncas Legais
- (2001) Maicou Douglas Syndrome
- (2003) Aproveite Agora!
- (2005) Comunidade no Baile
- (2008) Atividade na Laje
- (2014) King Kong Diamond

### Álbuns ao vivo
- (2000) Ao Vivo
- (2013) Ao Vivo no Opinião (também disponível em DVD)

## Prêmios e indicações

### MTV Video Music Brasil
| Ano  | Categoria | Indicação                     | Resultado |
| ---- | --------- | ----------------------------- | --------- |
| 1997 | Democlipe | Detetive                      | Venceu    |
| 1997 | Website   | www.comunidadeninjitsu.com.br | Venceu    |

### Prêmio Açorianos
| Ano  | Categoria              | Indicação            | Resultado |
| ---- | ---------------------- | -------------------- | --------- |
| 1999 | Espetáculo de Pop/Rock | Comunidade Nin-Jitsu | Venceu    |